# Areál VŠP
Areál VŠP (Vysoká škola poľnohospodárska) je komplex, který navrhl Vladimír Dedeček a Rudolf Miňovský (zemřel během projektování). Realizace byla provedena v letech 1961–1966. Nachází se ve slovenské Nitře.
Areál Vysoké školy zemědělské v Nitře, jehož koncept v roce 1960 připravili architekti Vladimír Dědeček a Rudolf Miňovský, patří k nejvýše hodnoceným architektonickým dílům Slovenska 20. století, za který získal prestižní ocenění, cenu Dušana Jurkoviče.

## Urbanistické a architektonické řešení
Urbanistický koncept univerzity Vysoké školy zemědělské v Nitře ovlivnil výraz celého města. Na pravém – historickém břehu řeky Nitry je u mlýna situován internát a na volných plochách na druhé straně řeky je umístěna hlavní část areálu jako volná skladba specializovaných laboratoří, pracovišť i sportovních zařízení navazujících na rozsáhlou botanickou zahradu. 
Z urbanistického konceptu jsou jasně definovány základní dispoziční celky. Například velké posluchárny vytvářejí skladbu optimálně přístupných a v klidném prostředí situovaných výtvarně umocněných částí. Aula maxima, s průměrem 36 metrů a kapacitou 600 míst je přístupná i širší veřejnosti jako reprezentační prostor a vytváří hlavní nástupní prostor areálu. V nejvyšší devítipatrové budově sídlí rektorát a teoretické katedry, samostatně stojící budovu představuje chemický pavilon a pavilon radioizotopů. 
Kromě všeobecně známých architektonických a urbanistických hodnot budova vyniká i svým novátorským pojetím ve srovnání s architektonickým myšlením v padesátých letech, kdy podobná úloha vyžadovala symetrické, monoblokové palácové řešení.
Vysoká škola zemědělská je příkladem nové dynamické struktury – zavedení systému organicky svázaných, významově diferencovaných celků jako kvalitativní vyšší urbanistický systém vývoje osídlení, do jisté míry podobný městu Brasília, které ve stejném období vytvořili Oscar Niemeyer a Lucio Costa. Je výrazem snahy architektů pochopit potřeby současné společnosti a vystihnout svou dobu s její atributy společenského, technologického a kulturního vývoje. 